# Zastava M05E
Zastava M05E — серия сербских автоматов. Модернизированные варианты автомата Zastava M70.

## Конструкция
Автоматика работает по принципу отвода части пороховых газов с длинным ходом поршня. Запирание канала ствола производится поворотом затвора с двумя боевыми упорами. Ствол кованый, с 4 нарезами, шаг нарезов 240 мм. В дульной части ствола нарезана резьба для установки дульных устройств, установлен компенсатор. Ствольная коробка — стальная, штампованная. Предохранитель-переводчик расположен на правой стороне ствольной коробки. Режимы огня — непрерывный или с отсечкой по одному выстрелу. Прицельные приспособления оснащены тритиевыми элементами для стрельбы в тёмное время суток. От более ранних автоматов M05E унаследовал дополнительный фиксатор в задней части ствольной коробки, предохранявший крышку от открывания при стрельбе винтовочными гранатами. Приклад полимерный, складной на правую сторону. Цевьё полимерное, с планками Пикатинни. Возможна установка подствольных гранатомётов BGP-40 mm или BGP-40x46 mm.

## Варианты
- M05E1 — базовая модель. Прицельные приспособления — мушка и прицел секторного типа.
- M05E2 — на левую сторону ствольной коробки установлено крепление типа «ласточкин хвост» для оптики. Прицельные приспособления — мушка и прицел секторного типа.
- M05E3 — на крышке ствольной коробки установлена планка Пикатинни. Крышка откидная, на шарнире. Прицельные приспособления — мушка и складной целик.

Для рынка гражданского оружия предлагается полуавтоматический вариант.